# Jiří Borovička
Jiří Borovička né le 16 janvier 1964 à Prague (Tchéquie) est un astronome tchèque travaillant à l'institut astronomique de l'Académie des sciences de la République tchèque à Ondřejov.

## Biographie
Jiří Borovička est diplômé en astronomie et astrophysique à la faculté de mathématiques et de physique de l'université Charles en 1987. En 1993 il soutient son doctorat consacré au rayonnement spectral des météores sous la direction de Zdeněk Ceplecha.
Jiří Borovička s'intéresse à l'entrée atmosphérique des météoroïdes sous l'aspect rayonnement, en particulier la spectroscopie en lien avec la composition chimique des météoroïdes. Il a découvert les composantes à basse et haute température du rayonnement météoritique. Il s'est également consacré à ce qu'on appelle rayonnement des traînées de météores de longue durée et mis en évidence les trois phases de son développement, qui peuvent durer jusqu'à des dizaines de minutes. Il a joué un rôle déterminant dans l’analyse de la chute de la météorite de Morávka en 2000.
Il a participé aux campagnes d'observation embarquées organisées conjointement par la NASA et l'US Air Force en 1998, 1999 et 2002
Au début de sa carrière il a étudié les sursauts gamma et, en tant qu'astronome amateur, les étoiles variables.
Jiří Borovička est membre de l'union astronomique internationale, secrétaire de la 22e commission météores et poussières interplanétaires depuis 2006. Il est également membre de la société européenne d'astronomie. Il est également actif au sein de la société astronomique tchèque dont il a été le président de 1998 à 2001.
De 2000 à 2004 il a dirigé le département de la matière interplanétaire de l’Académie des sciences de la République tchèque. Depuis 2004 il est directeur adjoint de l'Institut astronomique de l'Académie tchèque des sciences, chef du bureau d'Ondřejov et, depuis 2007, président du conseil de l'institut astronomique.

## Distinctions
- En 1997, il reçoit le prix de société savante de la République tchèque dans la catégorie des jeunes scientifiques pour ses travaux novateurs dans le domaine du rayonnement des météorites[7].
- En 2002 il reçoit le prix Otto Wichterle décerné par le Conseil académique de l'Académie des sciences de la République tchèque.